# R U Professional
Singles de The Mae Shi
Run to Your Grave
(2008)
R U Professional est une chanson satirique interprétée par le groupe de rock indépendant américain The Mae Shi, sortie en 2009. Le morceau s'inspire directement d'un incident impliquant l'acteur Christian Bale sur le tournage de Terminator Renaissance. En effet, l'acteur a été enregistré à son insu alors qu'il tournait une scène avec l'actrice Bryce Dallas Howard ; très en colère, il reproche au directeur de la photographie du film, Shane Hurlbut, d'avoir marché sur son « champ de caméra ». Un enregistrement audio de l'incident est mis en ligne sur le site people TMZ le 2 février 2009, ce qui déclenche un buzz.
Plus tard, dans la même journée, les Mae Shi composent et enregistrent la chanson. Ils sortent le single le lendemain matin. Le groupe déclare, ironiquement, que la chanson est une création en l'honneur de l'acteur britannique. Le morceau contient des échantillonnages de la voix de Bale et insiste sur le mot « professional » (« professionnel »). Les paroles de la chanson font également référence à plusieurs films mettant en scène l'acteur comme Newsies, Swing Kids, American Psycho ou encore The Dark Knight : Le Chevalier noir.
La chanson est mise en ligne sur YouTube et rendue disponible en téléchargement sur MediaFire, recevant dès lors un accueil généralement positif. The A.V. Club ainsi que Pitchfork sont impressionnés par la rapidité avec laquelle le groupe a composé et publié la chanson après la mise en ligne de l'information. Le Los Angeles Times décrit la chanson comme un hommage vivifiant de la musique pop à Christian Bale. USA Today la classe parmi les meilleures chansons dance de l'année 2009. Le Toronto Sun juge l'idée d'avoir inclut la voix de Bale assez ingénieuse tandis que El País cite la chanson comme un fait marquant de la propagation virale de cet incident.

## Contexte

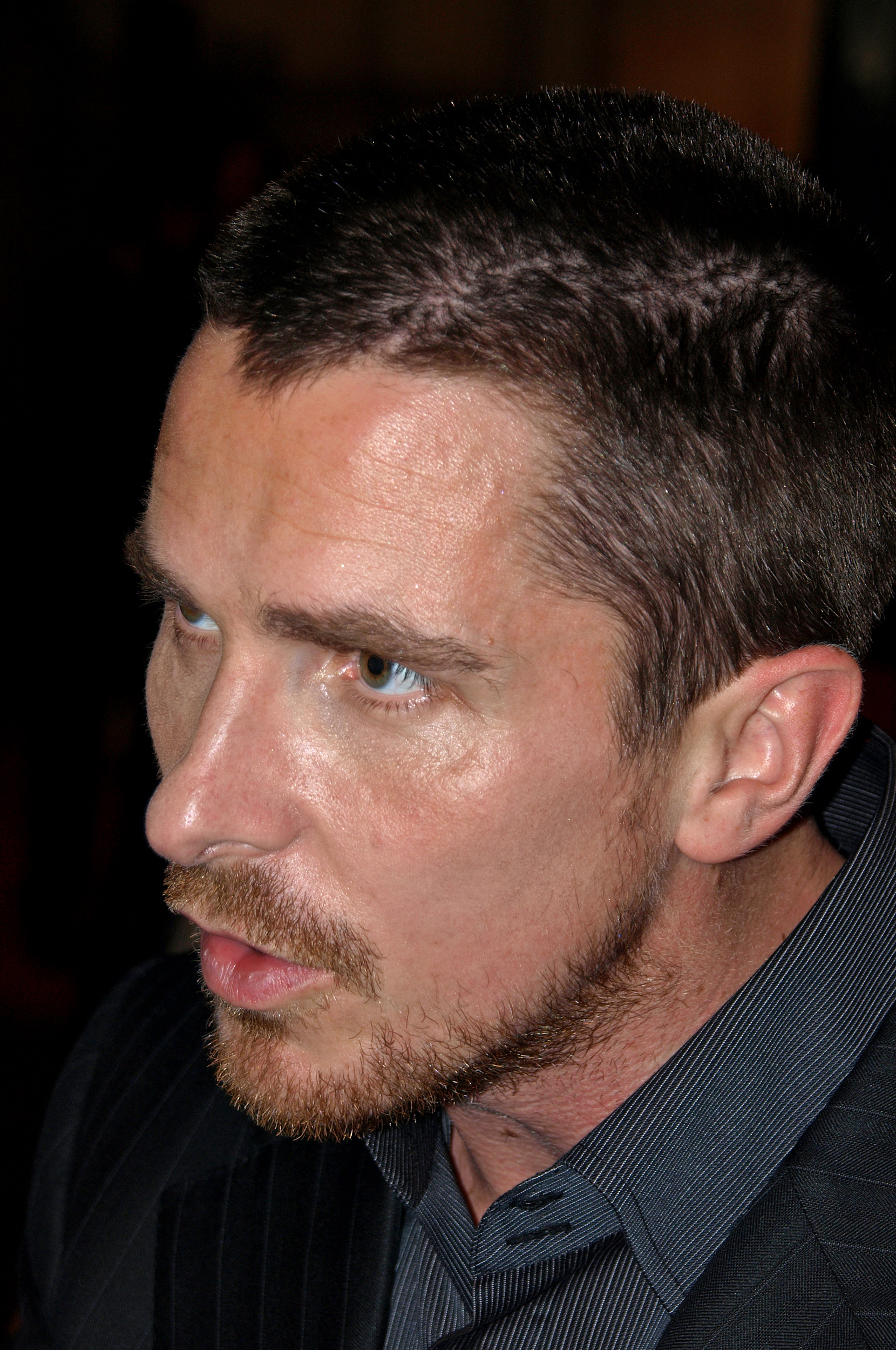
Christian Bale en juillet 2008

En juillet 2008, l'acteur Christian Bale est en plein tournage pour le film Terminator Renaissance au Nouveau-Mexique. Lors d'une prise avec l'actrice Bryce Dallas Howard, l'acteur s'adresse violemment au directeur de la photographie du film, Shane Hurlbut, lui reprochant de marcher sur son champ de caméra. Hurlbut lui répond calmement et s'excuse. L'incident ne l'empêche pas de continuer de filmer plus de sept heures encore après.
Toute la scène est enregistrée et un fichier audio de l'incident est mis en ligne sur le site TMZ l'année suivante, le 2 février 2009. Pendant les quatre minutes de l'enregistrement, on peut entendre Bale crier et jurer contre Hurlbut, menaçant de quitter le tournage si ce dernier ose encore recommencer. TMZ a déjà relayé l'incident sur son site en juillet 2008 bien avant de rendre l'enregistrement public. Le site rapporte que les producteurs du film Terminator Renaissance ont envoyé une copie de l'enregistrement audio à leurs compagnies d'assurances au cas où Christian Bale quitterait le tournage. L'incident fait le buzz et devient rapidement un mème Internet.
Dans une déclaration faite à la station de radio KROQ-FM le 6 février 2009, Bale déclare qu'il s'est comporté de manière inappropriée, qu'il s'est excusé auprès de Hurlbut et que le problème était entièrement résolu le jour-même de l'incident. Il affirme qu'ils ont continué à travailler normalement peu de temps après l'altercation, jusqu'à la fin du tournage du film un mois après, sans le moindre incident. Il déclare également qu'après avoir visionné une version non finalisée du film, il s'est senti émerveillé par le travail remarquable effectué par Hurlbut.

## Inspiration et composition
Dans un communiqué, le groupe explique la raison pour laquelle ils ont écrit la chanson. Pour eux, la colère de Christian Bale est purement irrationnelle, ce qui leur a donné envie d'écrire la chanson dans la spontanéité. Ils ajoutent que cette création est un cas unique par rapport aux habitudes artistiques du groupe,.
Le batteur du groupe, Brad Breeck, explique dans une interview que le groupe a l'idée de faire une chanson sur l'incident de Terminator Renaissance tard dans la soirée du 2 février 2009. Il précise qu'ils ont entendu l'enregistrement de l'incident et créé le morceau dans un laps de temps de deux heures avant de le mettre en ligne. Jacob Cooper, un autre batteur du groupe, évoque à The Arizona Daily Star sa surprise quant à la popularité de leur chanson, étant donné le très peu de temps qu'ils ont consacré à la composer.
La chanson intègre des échantillonnages de la voix de l'acteur pendant l'incident. Le refrain insiste sur le mot professional que Bale répète tout au long de l'altercation : « Oh, whoo wow / He is professional / But I think he's lost control »
Les paroles de la chanson incluent des références à d'autres films avec Christian Bale comme Newsies, Swing Kids, American Psycho et The Dark Knight : Le Chevalier noir. La chanson commence avec la phrase « He is the Dark Knight, He is professional. » Dans la suite de la chanson, on peut entendre : « Swing Kid with a violent streak, Step back, stay out of his light / Better not try to put up a fight / Newsies will get you tonight / 'Cause they're professional! » Et également : « Don't look too deep in his eyes/he can't hide what's inside of his mind/and it might get a little bit ugly / and you might meet an American Psycho. ! »

## Sortie et accueil
R U Professional sort sur YouTube et MediaFire le 3 février 2009. La description de la vidéo sur YouTube est la suivante : « Chanson des Mae Shi célébrant la vie et l'œuvre de Xtian Bale. La performance de Bale dans le rôle de John Connor dans le prochain film Terminator 4 'Rédemption' sera sans aucun doute l'une des plus grandes de tous les temps. Il va gagner tous les Oscars pour ce rôle même pour les effets spéciaux et l'animation, ! ». En mai 2009, The Independent annonce que le groupe va jouer au festival The Fans Strikes Back et a demandé aux organisateurs la permission de jouer R U Professional.
La rapidité avec laquelle les Mae Shi ont composé et mis la chanson en ligne est saluée par la presse. Genevieve Koski de The A.V. Club souligne que, malgré la spontanéité de la composition du morceau, R U Professional demeure une chanson « plutôt divertissante ». Emma Bamford du quotidien irlandais Irish Independent émet l'hypothèse que le groupe a peut-être utilisé une mélodie composée auparavant pour ensuite l'adapter. Mark Richardson de Pitchfork est impressionné par le fait que R U Professional a été composée en vingt-quatre heures.
Non sans ironie, plusieurs sites web estiment que cette chanson est une manière unique de rendre hommage à Christian Bale. Derek Bledshoe de Boing Boing considère la chanson comme « un savoureux hommage à Bale ». Kristin Hunt de The Celebrity Cafe trouve la chanson meilleure que Bale Out, interprétée par RevoLucian et inspirée du même incident. Tankboy de Chicagoist estime que la chanson interprétée par les Mae Shi est le meilleur tube parodique dédié à l'incident. Marc Lore de Chico News & Review qualifie le titre de clin d’œil affectueux à la tirade de Bale, alors que celui-ci s'est comporté comme « une prima donna ». Plus mesuré, Drew Litowitz du site web musical Consequence of Sound estime que les autres chansons du groupe disponibles sur Myspace sont plus représentatives de sa qualité artistique que R U Professional
Plusieurs médias tentent de catégoriser la chanson dans des genres précis. Gil Kaufman, sur le site web de la chaîne MTV, le rapproche du style new wave du groupe Devo. El País décrit le titre comme electropop et le cite comme le paroxysme du buzz autour de « l'incident Bale ». Darryl Sterdan du Toronto Sun loue l'originalité des paroles de la chanson et l'utilisation de l'enregistrement au sein de la composition. Il le classe également dans le genre electropop et estime que c'est une « chanson dansante ». New Musical Express recommande le morceau et le classe quant à lui comme un titre electro-rock et estime qu'il sample « habilement » la voix Bale tout au long de la chanson. Matt Fernandes du St. Louis Post-Dispatch, comme Gil Kaufman, estime que le titre est de « la new wave humoristique ». Kevin W. Smith de l'Arizona Daily Star pense que le R U Professional s'inscrit dans les registres pop et dance. C'est également l'avis de Geoff Boucher du Los Angeles Times qui qualifie la chanson d'« hommage pop à l'acteur ». Whitney Matheson de USA Today estime que c'est un morceau de dance « fun et créatif ».